# Burkhard Driest
Burkhard Driest (* 28. April 1939 in Stettin; † 27. Februar 2020 in Berlin) war ein deutscher Autor, der zuerst durch die literarische Verarbeitung seiner kriminellen Vergangenheit bekannt wurde; außerdem arbeitete er als Schauspieler, Regisseur, Drehbuch- und Romanautor, Maler und Produzent.

## Leben

### Kindheit und Jugend
Burkhard Driest war der Sohn eines Diplom-Volkswirts und einer Klavierpädagogin. 1945 holte der Vater die Familie aus der sowjetischen Besatzungszone heimlich über die Grenze nach Peine (heute Niedersachsen). 1950 wurde die Ehe der Eltern geschieden. Die Kinder blieben bei der Mutter. Driest litt stark unter der Trennung; er empfand es oft als Makel, keinen Vater zu haben. Im selben Jahr zog die Familie nach Göttingen, wo Driest bis 1957 das Felix-Klein-Gymnasium besuchte. Seine schulischen Leistungen wurden zwar als gut bezeichnet, jedoch musste Driest als „auffälliger Schüler“ mehrmals die Schule wechseln. Wieder zurück beim Vater, besuchte er von 1957 bis 1958 das Ratsgymnasium in Peine. An der Hoffmann-von-Fallersleben-Schule in Braunschweig legte er 1961 das Abitur als Drittbester seines Jahrgangs ab.
In einer Anthologie von 1995 schildert Driest unter dem Titel Halbstark in Peine seine Erinnerungen an Kindheit und Jugend.

### Banküberfälle
Driest studierte in Kiel, Berlin und Göttingen Jura. Häufige Schlägereien und zahlreiche Frauenbekanntschaften brachten ihm einen zweifelhaften Ruf und Konflikte mit der Polizei ein. Am 11. Mai 1965, drei Wochen vor seinem mündlichen Jura-Examen, überfiel er die Sparkasse in Burgdorf bei Hannover. Eine seiner Jugendlieben zeigte ihn an, er wurde festgenommen.
Nach seiner Verurteilung am 1. Juli 1966 durch das Landgericht Göttingen zu fünf Jahren Zuchthaus wurde Driest in die Strafanstalt Celle eingewiesen, wo er aufgrund seiner juristischen Bildung die Vertretung der Mitgefangenen übernahm und die Anstaltsleitung mit Anträgen und Beschwerden überhäufte. Nach drei Jahren und vier Monaten wurde er 1968 wegen guter Führung vorzeitig entlassen.
In der ZDF-Talkshow Markus Lanz am 1. Februar 2012 behauptete Driest, auch eine Bank in Dransfeld bei Göttingen überfallen zu haben. Dies konnte ihm jedoch nicht nachgewiesen werden, deswegen sei er freigesprochen worden.

### Schauspieler
Driest schlug sich nach seiner Haftstrafe unter anderem als Arbeiter im Hamburger Hafen und als Kellner und Taxifahrer in London durch, bevor er sich als Autor und Schauspieler einen Namen machte. Bekannt wurde er gleich durch seinen Erstling Die Verrohung des Franz Blum, in dem es um die Zeit seines Gefängnisaufenthaltes von 1965 bis 1968 geht.
Für die gleichnamige Verfilmung (1974) unter der Regie von Reinhard Hauff schrieb Burkhard Driest das Drehbuch und gab in der Rolle des Schlägers Kuul den Gegenspieler von Jürgen Prochnow in der Hauptrolle des Franz Blum. Daraufhin bekam er von Peter Zadek, der damals das Bochumer Schauspielhaus leitete, das Angebot, neben Rosel Zech in Endstation Sehnsucht die Hauptrolle des Stanley Kowalski zu spielen.
1974 war Burkhard Driest zu Gast in Dietmar Schönherrs Talksendung Je später der Abend mit Romy Schneider und Bubi Scholz. Während dieses Live-Auftritts berührte Romy Schneider den in schwarzer Lederjacke auftretenden Burkhard Driest am Arm und erklärte: „Sie gefallen mir. Sie gefallen mir sehr.“ Aufmerksame Zuschauer erkannten, dass es sich bei diesen Worten um eine Variation ihres Textes aus dem Film Sissi handelte, in dem sie im gleichen Tonfall über Kaiser Franz Joseph (gespielt von Karlheinz Böhm) gesagt hatte: „Ich liebe ihn. Ich liebe ihn sogar sehr.“ Diese Geste löste eine Reihe von Schlagzeilen aus und Driests Bekanntheitsgrad erhöhte sich schlagartig.
1975 schrieb er für den NDR die Serie Zwischen achtzehn und zwanzig. Thema der Spielfilme war die Problematik von Lehrlingen. Driest sorgte dafür, dass die Rollen zum Teil auch mit Lehrlingen besetzt wurden. Von 1978 an arbeitete er zusammen mit Lukas Heller an dem Drehbuch Son of Hitler nach einer Idee von Udo Lindenberg sowie an weiteren Drehbüchern für Paramount Pictures, United Artists und 20th Century Fox.
1980 wurde Driest von seiner Schauspielkollegin Monika Lundi in den USA wegen Vergewaltigung angezeigt. Der Vorfall sollte sich während eines gemeinsamen Schauspielkurses in Santa Monica in Kalifornien ereignet haben. Der zuständige Richter Laurence J. Rittenband, der auch im Verfahren gegen Roman Polański zuständig war, hielt die Vorwürfe nicht für glaubhaft und verurteilte Driest lediglich zu 500 Dollar Geldstrafe wegen fahrlässiger Körperverletzung.
Nach der Veröffentlichung eines Sachbuchs über die Poetik des Filmdramas unterrichtete Driest an der Deutschen Film- und Fernsehakademie in Berlin. 2010 begann er damit, am ersten Teil seiner Lebenserinnerungen zu schreiben. Er machte sich auch als Maler einen Namen.
Driest hatte zwei Kinder, die Schriftstellerin Johanna Driest und Sohn Julian. Driest starb Ende Februar 2020 nach langer Krankheit im Alter von 80 Jahren in Berlin. Seine letzte Ruhestätte befindet sich auf dem Domfriedhof I an der Liesenstraße in Berlin-Gesundbrunnen.

## Filmografie

### Als Schauspieler
- 1974: Die Verrohung des Franz Blum
- 1976: Der Kommissar – Folge: Der Held des Tages
- 1977: Stroszek
- 1977: Steiner – Das Eiserne Kreuz
- 1978: Son of Hitler
- 1980: Endstation Freiheit
- 1980: Tatort – Schußfahrt
- 1981: Kalt in Kolumbien (Kinofilm, Dieter Schidor)
- 1982: Querelle
- 1983: Die wilden Fünfziger
- 1983: Die Story
- 1986: Kir Royal
- 1987: Smaragd
- 1987: Derrick – Folge: Nur Ärger mit dem Mann aus Rom
- 1987: Taxi nach Kairo
- 1990: Ein Fall für zwei – Folge: Madonna
- 1995: Private Life Show (TV-Film SR, Martin Buchhorn)
- 1995: Ex
- 1998: Sieben Monde
- 1999: Callboys – Jede Lust hat ihren Preis
- 1999: Tatort – Tödliches Labyrinth
- 2000: I Love You, Baby
- 2002: Tatort – Der Passagier
- 2003: hamlet X
- 2009: Lasko – Die Faust Gottes (TV-Serie)
- 2011: Der rote Regen (TV-Film, Michael Kreindl)

### Als Drehbuchautor
- 1974: Die Verrohung des Franz Blum – Regie: Reinhard Hauff (Drehbuch nach seinem eigenen gleichnamigen Roman)
- 1974: Zündschnüre – Regie: Reinhard Hauff (nach dem gleichnamigen Roman von Franz Josef Degenhardt)
- 1975: Von achtzehn bis zwanzig (TV-Serie für den NDR)
- 1976: Paule Pauländer – Regie: Reinhard Hauff
- 1978: Son of Hitler
- 1980: Endstation Freiheit
- 1982: Querelle
- 1984: Annas Mutter
- 1997: Sanfte Morde
- 1999: Schande

## Weitere Werke

### Als Romanautor
- Die Verrohung des Franz Blum (Bericht), Rowohlt, Reinbek 1974, ISBN 978-3-499-25048-4.
- Mann ohne Schatten, Rowohlt, Reinbek 1981, ISBN 978-3-498-01241-0.
- Sanfte Morde: Roman zum ARD-Film, Rowohlt, Reinbek 1997, ISBN 978-3-499-22171-2.
- Der rote Regen, Ullstein, München 2003, ISBN 978-3-550-08400-3.
- Liebestod, Diana Verlag, München 2005, ISBN 978-3-453-00623-2.
- Brennende Schuld, Heyne, München 2007, ISBN 978-3-453-35225-4.
- Sommernachtsmord, Langen Müller, München 2008, ISBN 978-3-7844-3148-2.
- Küchenkunst, Langen Müller, München 2010, ISBN 978-3-7844-3212-0.
- Die Maikäfer und der Krieg, Langen Müller, München 2011, ISBN 978-3-7844-3272-4.
- Die schönen 7 Minuten vor dem Tod (Kurzgeschichte), Hannover, JMB 2013, ISBN 978-3-944342-03-0.

### Als Bühnenautor
- Sofortige Erleuchtung inkl. MwSt. (Instant Enlightenment incl. VAT) – Andrew Carr, übersetzt von Burkhard Driest, Rowohlt, Reinbek 1985
- Andy – Musical (Text), 1985
- Judit – Theaterstück, 1997
- Falco meets Amadeus – Musical (Text), Musik von Johnny Bertl und Manfred Schweng, Uraufführung in der Inszenierung von Elmar Ottenthal am 23. September 2000 im Theater des Westens

### Als Bühnendarsteller
- 1974 Endstation Sehnsucht, Schauspielhaus Bochum
- Der verbotene Garten – Fragmente über D’Annunzio von Tankred Dorst. Regie: Wilfried Minks, Schauspielhaus Hamburg

### Als Sachbuchautor
- Poetik des Filmdramas für Drehbuchautoren, 2001

### Als Regisseur
- Annas Mutter, 1984

### Als Produzent
- 1978: Hitlers Son – Regie: Rodney Amateau, USA
- 1981: Kalt in Columbien – Regie: Dieter Schidor
- 1982: Querelle – Regie: Rainer Werner Fassbinder

## Auszeichnungen
- Prix Italia für das Drehbuch Schande